# (15359) Dressler
(15359) Dressler est un astéroïde de la ceinture principale.

## Description
(15359) Dressler est un astéroïde de la ceinture principale. Il fut découvert le 2 avril 1995 à Kitt Peak par le projet Spacewatch. Il présente une orbite caractérisée par un demi-grand axe de 2,76 UA, une excentricité de 0,04 et une inclinaison de 4,9° par rapport à l'écliptique.

## Compléments